# Gerichtshalter
Gerichtshalter, auch als Gerichtsverwalter oder Justitiarius bezeichnet, war ein Gerichtsbeamter, der im Rahmen der Patrimonialgerichtsbarkeit für den Gutsherrn, auch Gerichtsherr genannt, als der zur Handhabung dieser Jurisdiktion bestellte Gerichtsbeamte die Rechtspflege ausübte.
Zwar konnte die Patrimonialgerichtsbarkeit von jedem, welcher Eigentum zu erwerben fähig ist, erworben und besessen werden (auch von Frauen und Kindern), zu ihrer Verwaltung waren aber die vom Staat zur Verwaltung richterlicher Ämter geforderten Eigenschaften nötig. War der Gerichtsherr nicht selbst im Besitz dieser Eigenschaften, so war ihm die eigene Verwaltung seiner Gerichte verwehrt. Er war stattdessen verpflichtet, Gerichtshalter einzusetzen. Konnte er diese ursprünglich willkürlich ein- und absetzen, so setzte sich im Lauf der Zeit die Rechtsauffassung durch, dass der Gerichtshalter Teil der staatlichen Rechtspflege war und – zur Vermeidung willkürlicher Entscheidungen des Gerichtsherrn – kein seinen Weisungen unterworfenes Organ. Um dies zu gewährleisten, wurde die Patrimonialgerichtsbarkeit in den meisten deutschen Ländern Schritt für Schritt beschränkt und schließlich vollständig abgeschafft. Bis dahin übte der Staat in zunehmendem Maß die Oberaufsicht über die Patrimonialgerichte aus. Die Gerichtshalter unterstanden, wenn sie einmal bestellt waren, seiner Aufsicht.